# Kahoru Furuya
Kahoru Furuya (en japonais : 古屋かほる) (18 février 1908 – 25 décembre 2022) est une supercentenaire japonaise dont l'âge est validé par le Groupe de recherche en gérontologie (GRG). Elle fait actuellement partie, en 2025, des cent personnes les plus âgées au monde et dont la longévité a été vérifiée.

## Biographie
Kahoru Furuya est née au Japon le 18 février 1908. Elle a eu quatre enfants, à savoir trois filles et un garçon.
Kahoru Furuya aimait cultiver des légumes dans les champs après 100 ans, et elle a emménagé dans une maison de retraite à 108 ans.
Interrogée sur le secret de sa longévité pour un magazine de relations publiques d'Izunokuni, Furuya a répondu : « Prendre un petit-déjeuner tous les matins, manger des fruits et des yaourts tous les jours, et faire de la gymnastique ».
Kahoru Furuya a souffert d'une maladie cardiaque en 2011, à l'âge de 103 ans, et a subi une intervention chirurgicale pour l'implantation de son stimulateur cardiaque. Elle a ensuite subi sa première opération de remplacement de pile en 2015, puis une seconde en mars 2021, à l'âge de 113 ans.
Kahoru Furuya est devenue la personne la plus âgée de la préfecture de Shizuoka, après le décès de Hatsue Tachikawa, âgée de 112 ans, le 22 décembre 2019. En 2021, elle se déplaçait souvent en fauteuil roulant, mais pouvait encore se tenir debout et marcher un peu.
Kahoru Furuya est décédée de causes naturelles à Izunokuni, dans la préfecture de Shizuoka, au Japon, vers 10 heures du matin le 25 décembre 2022, à l'âge de 114 ans et 310 jours.

## Longévité
L'âge de Kahoru Furuya a été vérifié par Kengo Hirai, Yu Li, Yumi Yamamoto et le MHLW (Japon), puis validé par le GRG le 20 décembre 2021.
Le 2 février 2022, Kahoru Furuya est devenue la personne la plus âgée à avoir jamais résidé à Shizuoka, au Japon, dépassant Yasu Akino (113 ans et 348 jours).
En février 2022, vers son 114e anniversaire, Kahoru Furuya a été testée positive à la Covid-19, mais s'est rétablie par la suite, faisant d'elle l'une des plus anciennes survivantes connues de la maladie.
À son décès, Kahoru Furuya était la deuxième personne vivante la plus âgée au Japon (après Fusa Tatsumi) et la sixième personne vivante la plus âgée au monde dont l'âge est validé par le GRG (après Lucile Randon, Maria Branyas Morera, Fusa Tatsumi, Bessie Hendricks et Edith Ceccarelli).
Après la mort de Furuya, Masu Usui (en japonais : 臼井ます) (née le 18 décembre 1910), alors âgée de 112 ans, originaire d'Oyama, est devenu la personne vivante la plus âgée connue de la préfecture de Shizuoka.